# Eric Foster

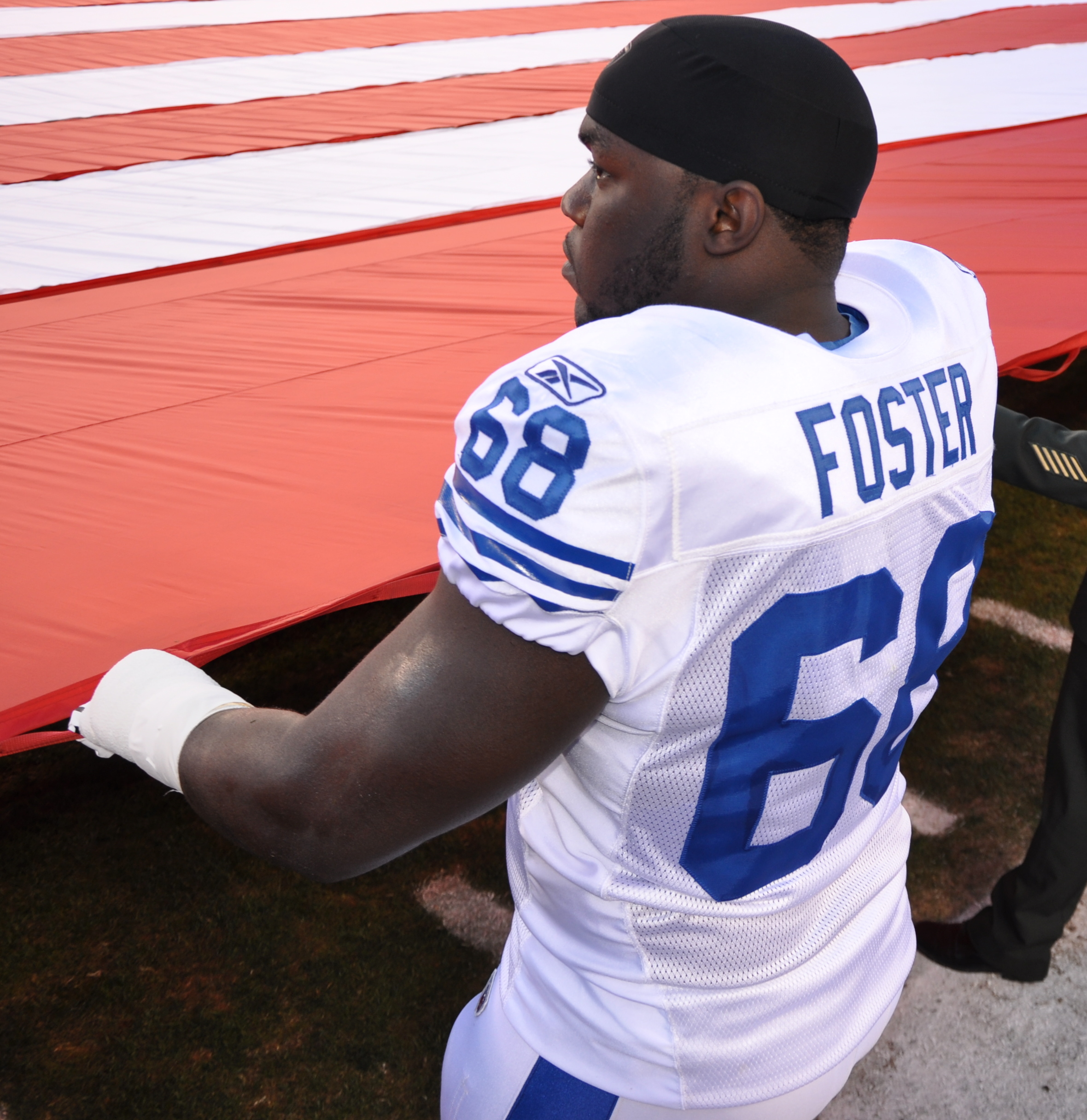
Eric Foster no Lincoln Financial Field em 2010.

Eric Foster (5 de abril de 1985, Homestead, Flórida) é um ex jogador de futebol americano que atuava na posição de defensive tackle na National Football League. Ele foi para os Indianapolis Colts como undrafted free agent em 2008 e jogou lá até 2012.

## Carreira Universitária
Fosters foi para a Rutgers University em 2003 começando como defensive end mas não recebeu muito tempo de jogo e depois se machucou. Em 2004 ele mudou de posição indo para DT onde começou a construir uma sólida carreira sendo inclusive nomeado first-team All-American e recebeu uma indicação ao prêmio  Lott Trophy(melhor defensor do ano). 

## NFL
Após ser preterido no draft de 2008, Eric Foster foi como free agent até o Indianapolis Colts no dia 29 de abril de 2008. Foster se tornou titular no meio da temporada 2008-2009 devido a inúmeras contusões na linha defensiva dos Colts.
Em seu primeiro ano como profissional na NFL, Foster fez 34 tackles e acabou ganhando a confiança do staff de Indianapolis.
Em seu segundo ano na NFL, Foster teve uma consideravel melhora. Ganhando mais tempo em campo começando 48 partidas como titular ele fez 117 tackles, 6 sacks e forçou um fumble.